# Disani Corona
La Disani Corona è una struttura geologica della superficie di Venere.